# 1994 RX
1994 RX är en asteroid i huvudbältet som upptäcktes den 2 september 1994 av de båda japanska astronomerna Takeshi Urata och Yoshisada Shimizu vid Nachi-Katsuura-observatoriet.